# Betsy Jolas
Betsy Jolas (París, França, 5 d'agost de 1926) és una compositora francesa.
Filla de la traductora Maria McDonald i del poeta i periodista Eugène Jolas, el 1940 es traslladà amb la seva família a Nova York, on estudià música i cantà en el cor Dessoff; així entrà en contacte amb la polifonia renaixentista, que marcaria la seva obra.

## Formació i carrera professional
Als Estats Units estudiaria harmonia i contrapunt amb Paul Boepple, l'orgue amb Carl Weinrich i el piano amb Hélène Schnabel i es va graduar al Bennington College. Va tornar a París el 1946 per completar els estudis amb Nadia Boulanger, Darius Milhaud, Simone Plé-Caussade i Olivier Messiaen al Conservatori Nacional de Música de París. Compongué assíduament per a l'Orquestra de la Radiotelevisió francesa i a partir de 1975 ensenyà en el Conservatori de París.
Ha estat també professora invitada a Harvard i altres universitats americanes, com Yale, Harvard, Berkeley, USC, San Diego, així com a la càtedra Darius Milhaud del Mills College.

## L'obra
Autora de música vocal, de cambra, per a gran orquestra i per a instruments solistes, les seves composicions mostren predilecció per la veu, ja sigui cantada, parlada, declamada o evocada pels instruments, i per la relació entre paraula i música. En les seves peces instrumentals tracta els instruments com a veus, i així les anomena òperes, tot i que no hi hagi veu cantada: D'un opéra de voyage (1967) o D'un opéra de poupée en sept musiques (1982), o Frauenleben (1982), nou lieder per a viola i orquestra. De la seva obra destaquen Contes d'un mar d'estiu (per a orquestra,1977), les òperes Le Cyclope (1986) i Schliemann (1988), l'obra per a cor mixt Für Celia affettuoso (1998), Històries Vraies (per a trompeta, piano i orquestra, 2015) o Una petita suite d'estiu (per a orquestra, 2015).

## Premis i reconeixements
Al 1953 guanyà el concurs internacional de direcció de Besançon i al 1954 el Premi de la Fundació Copley de Chicago. En anys següents obtingué el Premi de l'Acadèmia Americana de les Arts (1973), el de la fundació Koussevitsky (1974), el Gran Premi Nacional de Música de França (1974), el Gran Premi de la Ville de París (1981), el Gran Premi de la SACEM (1982) o el premi internacional Maurice Ravel (1992). Betsy Jolas va esdevenir membre de l'Acadèmia Americana de les Arts i les Lletres el 1983 i va ser guardonada amb la Legió d'Honor el 1997. Premiada amb el Victoire de la musique classique el 2021, compositora de l'any pel seu quartet de cordes Topeng.